# Ödets makt
För Verdis opera Ödets makt se Ödets makt (Verdi)
Ödets makt är en amerikansk film från 1999 i regi av Bronwen Hughes, med Sandra Bullock och Ben Affleck i huvudrollerna.

## Handling
Två dagar återstår till bröllopet när Bens (Affleck) flygplan halkar av banan och lämnar honom strandsatt i New York, utan möjlighet att ta sig till sin fästmö i Savannah. Mot bättre vetande liftar den blivande brudgummen tillsammans med sin nya bekantskap från flyget, den lättsinniga Sarah (Bullock) - vilket blir starten på årets mest vansinniga tripp. De är varandras kompletta motsatser och råkar ut för en mängd vansinnigt roliga missöden och otroliga katastrofer. En oemotståndlig attraktion för dem samman och ödets makt hotar att skilja dem åt för evigt i detta virvlande kärleksäventyr.

## Om filmen
Filmen hade världspremiär i USA den 12 mars 1999 och svensk premiär den 12 maj samma år, med åldersgränsen sju år. Filmen har visats på Kanal 5 och släpptes på video i Sverige i november 1999.

### Inspelningsplatser
- Beaufort, South Carolina
- Chattanooga, Tennessee
- Cherokee, North Carolina
- Dillon, South Carolina
- Jacksonville, Florida
- North Bergen, New Jersey
- Richmond, Virginia
- Savannah, Georgia
- Trunk Bay, Amerikanska Jungfruöarna
- Washington Dulles International Airport
- Washington DC
- Weehawken, New Jersey

## Rollista (urval)
- Ben Affleck - Ben Holmes
- Sandra Bullock - Sarah Lewis
- Maura Tierney - Bridget Cahill
- Steve Zahn - Alan
- Richard Schiff - Joe